# İsmail Güldüren
İsmail Güldüren (* 10. Januar 1979 in Inegöl, Türkei) ist ein ehemaliger türkischer Fußballspieler- und -manager.

## Spielerkarriere

### Verein
İsmail Güldüren mit dem Vereinsfußball in der Jugend seines Heimatvereins İnegölspor. Hier wurde er im April 1995 in den Kader der Profis berufen und machte sein Debüt am 9. April 1995 in der Drittligabegegnung gegen Sönmez Filamentspor. Bis zum Saisonende absolvierte er zwei weitere Begegnungen für die Profis. In der nächsten Saison gelang ihm der Durchbruch in der Mannschaft und so spielte er durchgängig eine Spielzeit als Amateurspieler. Parallel fing er auch an regelmäßig für die türkischen Jugendmannschaften zu spielen. So wurde der für seine Talentsichtung bekannte Erstligist Gençlerbirliği Ankara auf ihn aufmerksam und verpflichtete ihn zur Saison 1996/97. Er machte sein Debüt am 8. Dezember 1996 gegen Fenerbahçe Istanbul. Bei Gençlerbirliği spielte er viele Jahre als Stammspieler in der Abwehr. Er spielte 121 Spiele und erzielte sechs Tore. Sein größter Erfolg mit der Mannschaft war der Türkische Pokalsieg im Jahr 2001.
Ein Jahr später verließ er Gençlerbirliği und wechselte zu Fenerbahçe. In seiner ersten Saison, unter der Leitung von Werner Lorant, wurde er für die 1. Mannschaft nicht berücksichtigt. In der Saison 2003/04 kam er unter Christoph Daum auf fünf Einsätze und gewann mit der Mannschaft die Türkische Meisterschaft. Nach zwei Jahren in Istanbul wechselte er wieder zurück nach Ankara zu Ankaraspor. Dort spielte Ismail Güldüren nur die Hinrunde der Saison 2004/05 und wechselte in der Winterpause zu seinem früheren Klub Gençlerbirliği Ankara.
Er konnte nicht mit der Mannschaft auf die früheren Erfolge zurückfinden, weshalb man ihn im Sommer 2006 an Bursaspor verkaufte. In Bursa spielte er zwei Jahre als Stammspieler in der Abwehr. Trotzdem verließ er den Klub und spielt seit der Saison 2008/09 für Konyaspor.

## Managerkarriere
Nach Beendigung seiner Fußballkarriere übernahm er den Managerposten seines Heimatvereins İnegölspor. 2012/13 stieg der Verein als Meister der TFF 3. Lig in die TFF 2. Lig auf.

## Erfolge
- Türkischer Meister: 2004
- Türkischer Pokalsieger: 2001